# Nachal Tajach
Nachal Tajach (hebrejsky: נחל טיח nebo נחל טייח) je vádí v severní části Negevské pouště, která spadá do pobřežní nížiny, v jižním Izraeli a v pásmu Gazy.
Začíná v nadmořské výšce okolo 100 metrů na západním okraji města Sderot, poblíž dálnice číslo 34. Směřuje pak k západu mírně zvlněnou krajinou a krátce nato vstupuje na území pásma Gazy. Zde ústí východně od města Bajt Chanun zprava do toku Nachal Mekorot.